# Progomphus geijskesi
Progomphus geijskesi – gatunek ważki z rodziny gadziogłówkowatych (Gomphidae). Występuje na terenie Ameryki Południowej.